# Magnus Tuv Myhre
Magnus Tuv Myhre, né le 15 juin 2000, est un athlète norvégien spécialiste des courses de fond.

## Biographie
Il obtient son premier titre national senior en 2022 en remportant le titre du 5 000 m. Aux championnats d'Europe 2022 à Munich, il se classe 7e de l'épreuve du 10 000 m en portant son record personnel à 28 min 2 s 18.
En décembre 2023 à Bruxelles lors des championnats d'Europe de cross-country, il remporte la médaille d'argent de la course individuelle senior, devancé par le Français Yann Schrub.

## Palmarès
| Date | Compétition                            | Lieu      | Résultat | Épreuve           | Temps         |
| ---- | -------------------------------------- | --------- | -------- | ----------------- | ------------- |
| 2022 | Championnats d'Europe                  | Munich    | 7e       | 10 000 m          | 28 min 2 s 18 |
| 2023 | Championnats d'Europe de cross-country | Bruxelles | 2e       | Individuel senior | 30 min 20 s   |

## Records
| Épreuve       | Performance   | Lieu   | Date         |
| ------------- | ------------- | ------ | ------------ |
| 5 000 mètres  | 13 min 9 s 44 | Oslo   | 15 juin 2023 |
| 10 000 mètres | 28 min 2 s 18 | Munich | 21 août 2022 |